# 吳紐梭
紐梭，是一名缅甸军官、政府人物，也是缅甸军方旗下的一家綜合企業的董事長。紐梭毕业于国防学院。2023年12月11日，歐盟高峰會以紐梭身為國家管理委員會成员、破坏缅甸的民主与稳定為由對其實施制裁。2025年7月31日起，紐梭出任緬甸总理。 